# Railpromo
Railpromo was tussen 2013 en 2019 een Nederlands bedrijf dat chartertreinen inlegde. Het werd in 2013 opgericht. Railpromo reed een eigen trein onder de naam Panorama Rail Restaurant en later Dinner Train; het verzorgde al rijdende brunches en diners.
In 2014 werden de 3 buffetrijtuigen van Herik Rail overgenomen (oorspronkelijk Grill Express-rijtuigen van de SNCF). De verworven rijtuigen werden op 17 augustus 2014 naar Duitsland vervoerd om daar een revisie te ondergaan; één rijtuig werd verkocht, de andere twee kwamen na revisie terug naar Nederland.
Van augustus 2015 tot juli 2016 reed de trein onder de naam Panorama Rail Restaurant. Naast de twee eigen buffetrijtuigen werd ook een panoramarijtuig ingezet dat vroeger deel uitmaakte van de TEE-treinen Rheingold en Rheinpfeil. Als trekkracht werd per 1 april 2016 een locomotief uit de 1200-serie ingezet. Deze locomotief kreeg zijn historische NS-nummer 1215 terug en werd 'City of Amsterdam' gedoopt. De 1252 bleef dienen als reserveloc. Vanaf april 2017 kreeg het rijdende restaurant de huidige naam Dinner Train, omdat het panoramarijtuig geen onderdeel meer was van de trein.
In maart 2018 kocht het bedrijf drie locomotieven serie 1700 ter vervanging van de twee gehuurde serie 1200'en.
Begin 2019 werden er nóg twee rijtuigen overgenomen van BahnTouristikExpress (BTE). De twee rijtuigen waren benodigd voor het nieuwe concept van de "Dinner Train", waarbij gestart werd in verschillende plaatsen in Nederland en een korte rit van ongeveer 2 uur gereden werd. Hierbij was een capaciteitsvergroting benodigd. Aan beide zijden van de vier rijtuigen, werd gebruik gemaakt van de eigen 1700'en, zodat er makkelijk gekeerd kon worden, zonder om te hoeven lopen.

## Skitrein
De Austria Express was de eerste internationale chartertrein van Railpromo. De trein reed tijdens de winter 2015-2016 wekelijks tussen Nederland en Oostenrijk. Het betrof een verlenging van de bestaande skitrein uit Brussel. De trein heeft slechts één seizoen gereden.

## Kort geding
In 2015 diende een kort geding, aangespannen door Voestalpine Railpro, vanwege vermeende verwarring tussen de naam Railpromo en de naam Railpro. Op 15 juli van dat jaar oordeelde de rechter dat er geen sprake was van een reëel verwarringsgevaar met de merken van Railpro, waardoor Railpromo zijn merknaam mocht handhaven.

## Faillissement
Op 6 augustus 2019 werd Railpromo failliet verklaard. Op 1 oktober 2019 maakte de curator bekend dat een overname had plaatsgevonden van het merk en concept Dinner Train door het bedrijf Train Charter Events. Andere spooractiviteiten werden door Train Charter Services overgenomen.